# Lumbricillus helgolandicus
Lumbricillus helgolandicus är en ringmaskart som först beskrevs av Wilhelm Michaelsen 1934.  Lumbricillus helgolandicus ingår i släktet Lumbricillus och familjen småringmaskar. Arten har ej påträffats i Sverige. Inga underarter finns listade i Catalogue of Life.